# Grand maître international de résolution de problèmes d'échecs
Pour les articles homonymes, voir grand maître international.
Pour devenir grand maître international de résolution de problèmes d'échecs, il faut obtenir trois normes de grand maître dont au moins une dans le Championnat du monde de solutions de problèmes d'échecs ou dans le Championnat d'Europe de solutions de problèmes d'échecs et atteindre un classement de solutionniste d'un minimum de 2600 points.
Pour devenir maître international de résolution de problèmes d'échecs, il faut obtenir deux normes de maître international et atteindre un classement de solutionniste d'un minimum de 2500 points.
Pour devenir maître FIDE de résolution de problèmes d'échecs, il faut obtenir deux normes de maître FIDE et atteindre un classement de solutionniste d'un minimum de 2400 points.
Les GMI de résolution de pays francophones sont :
- Roland Baier - Suisse
- Michel Caillaud - France
- Eddy van Beers - Belgique